# Orhangazi Civil
Orhangazi Civil (* 1. Januar 1992) ist ein türkischer Biathlet.
Orhangazi Civil bestritt 2009 in Ridnaun seine ersten internationalen Rennen im Rahmen des IBU-Cups. Bei seinem ersten Einzel belegte er den 54. Platz. 2011 gewann er in Bansko als 37. seine ersten Punkte in der Rennserie. Erste internationale Meisterschaften wurden die Juniorenweltmeisterschaften 2010 in Torsby, bei denen Civil 22. des Einzels, 49. des Sprints, 52. der Verfolgung und 18. des Staffelrennens wurde. Der 22. Rang im Einzel war eines der besten bis dahin erreichten Resultate des noch jungen Biathlonsports in der Türkei. Kurz darauf nahm er in Otepää auch an den Juniorenrennen der Europameisterschaften teil und wurde 57. des Einzels, 44. des Sprints, 43. der Verfolgung und 13. mit der Mixed-Staffel. Im Anschluss daran kam Civil in Kontiolahti bei einem Sprintrennen zu seinem ersten Einsatz im Weltcup und wurde dabei 108. Bei den Europameisterschaften 2012 in Osrblie kam er zunächst erneut bei den Junioren zum Einsatz und wurde 42. des Einzels, 51. des Sprints und beendete ihr Verfolgungsrennen aufgrund seiner Überrundung nicht. Für das Staffelrennen wurde er in die Männermannschaft der Türkei berufen. Als Staffelläufer wurde er an der Seite von Ahmet Üstüntaş, Müjdat Boz und Recep Efe 13. Es war der allererste Start einer türkischen Staffel im Leistungsbereich.

## Biathlon-Weltcup-Platzierungen
Die Tabelle zeigt alle Platzierungen (je nach Austragungsjahr einschließlich Olympische Spiele und Weltmeisterschaften).
- 1.–3. Platz: Anzahl der Podiumsplatzierungen
- Top 10: Anzahl der Platzierungen unter den ersten zehn (einschließlich Podium)
- Punkteränge: Anzahl der Platzierungen innerhalb der Punkteränge (einschließlich Podium und Top 10)
- Starts: Anzahl gelaufener Rennen in der jeweiligen Disziplin
- Staffel: inklusive Mixed- und Single-Mixed-Staffeln

| Platzierung         | Einzel | Sprint | Verfolgung | Massenstart | Staffel | Gesamt |
| ------------------- | ------ | ------ | ---------- | ----------- | ------- | ------ |
| 1. Platz            |        |        |            |             |         |        |
| 2. Platz            |        |        |            |             |         |        |
| 3. Platz            |        |        |            |             |         |        |
| Top 10              |        |        |            |             |         |        |
| Punkteränge         |        |        |            |             |         |        |
| Starts              | 2      | 4      |            |             |         | 6      |
| Stand: Karriereende |        |        |            |             |         |        |